# Густав Бали
Густав Бали (на немски: Gustav Bally) е германски психолог и лекар.

## Биография
Роден е на 4 декември 1893 година в Манхайм, Германия. Той е син на химика Оскар Бали, чийто баща, Густав Бали I, брат на известния Карл Франц Бали, е основател на фабрика за обувки Бали. Между 1913 – 1920 г. учи в Цюрих и Хайделберг. След 1956 г. е професор по психотерапия в Цюрихския университет.
Умира на 29 ноември 1966 година в Цюрих на 72-годишна възраст.